# Actia dimorpha
Actia dimorpha är en tvåvingeart som beskrevs av O'hara 1991. Actia dimorpha ingår i släktet Actia och familjen parasitflugor. Inga underarter finns listade i Catalogue of Life.